# Gefängnis Akkon
Das Gefängnis Akkon (1918–1948: englisch Central Prison; 1948/1949: hebräisch בֵּית הַכֶּלֶא הַצְּבָאִי Bejt ha-Keleʾ ha-Zvaʾī, deutsch ‚militärisches Arresthaus‘) war eine Haftanstalt in Akkon zu Zeiten des Osmanischen Reiches, des britischen Völkerbundsmandats für Palästina und zuletzt der israelischen Armee in Israels Gründungsphase. Das Gefängnis nahm den osmanischen Oberbau der Zitadelle Akkon im Nordbezirk Israels ein.
Als der arabische Regionalpotentat Ẓāhir al-ʿUmar (1690–1775) um 1750 in den Ruinen der Johanniterkommende Akkos die Zitadelle als seinen Amts- und Wohnsitz einrichtete,:27 ließ er darin auch Zellen für Gefangene einbauen.
Der neue Wālī verlegte 1832 Sitz und regionale Verwaltung (Eyâlet) von Akkon nach Sidon (Eyâlet Sidon), dabei blieb ersteres Sitz des Unterbezirks Nahiya Akkon im Eyâlet, nach dessen Auflösung kam die Nahiya 1864 ans Vilâyet Syrien, 1888 ans neu geschaffene Vilâyet Beirut. Während all dieser Grenz- und Verwaltungsänderungen blieb die Zitadelle als Kaserne und Gefängnis in Akko bestehen. Abgesehen von einer kurzen Räumung des Gefängnisses 1870 bestand es durchgehend. Im 19. Jahrhunderte wurde die westliche Öffentlichkeit verschiedentlich auf das Gefängnis und die Zustände darin aufmerksam. Die osmanische Herrschaft endete mit der Einnahme Akkos durch Entente-Einheiten (hier der Egyptian Expeditionary Force) am 23. September 1918. 
Mit Ablösung der Besatzungsverwaltung Occupied Enemy Territory Administration South (OETA South) der Entente-Mächte und Übergang zur regulären britischen Zivilverwaltung im Jahre 1918 wandelte die Mandatsmacht die gesamte Zitadelle zum Central Prison unter Aufsicht der Palästina-Polizei um. Die Mandatsmacht richtete auch eine Richtstätte für zum Tode Verurteilte ein. Nach der israelischen Eroberung Akkos am 17. Mai 1948 richtete Zahal in der Zitadelle ein Militärgefängnis ein, das nach Ende des Krieges um Israels Unabhängigkeit (Juli 1949) aufgelöst wurde. Anschließend bezog eine psychiatrische Klinik die Zitadelle.
Insbesondere inhaftierte Bahāʾī (bis 1908) und Untergrundkämpfer gegen die osmanische Herrschaft (bis 1918) bzw. britische Mandatsmacht (bis 1948) hatten öffentliche Aufmerksamkeit und auch Bekanntheit außerhalb der Gefängnismauern erlangt. Bekannte Gefangene waren Abba Achimeʾir, Bahāʾullāh, Mosche Dajan, ʿAbbas Effendi, Schlomo Erʾel, Uzi Gal, Seʾev Jabotinsky, Harutiun Jangülian, Mosche Karmel, Hans Lebrecht, David Resiʾel, Stojan Saimow und Leopold Trepper, um nur einige zu nennen. Im Gedenken an zionistische Untergrundbewegungen eröffnete das Verteidigungsministerium 1963 Gedenkstätte und Museum der Gefangenen des Untergrunds im Bereich der ehemaligen britischen Richtstätte. 1983 wurde das Museum erweitert und nimmt seither sämtliche Räumlichkeiten des osmanischen Oberbaus der Zitadelle ein.

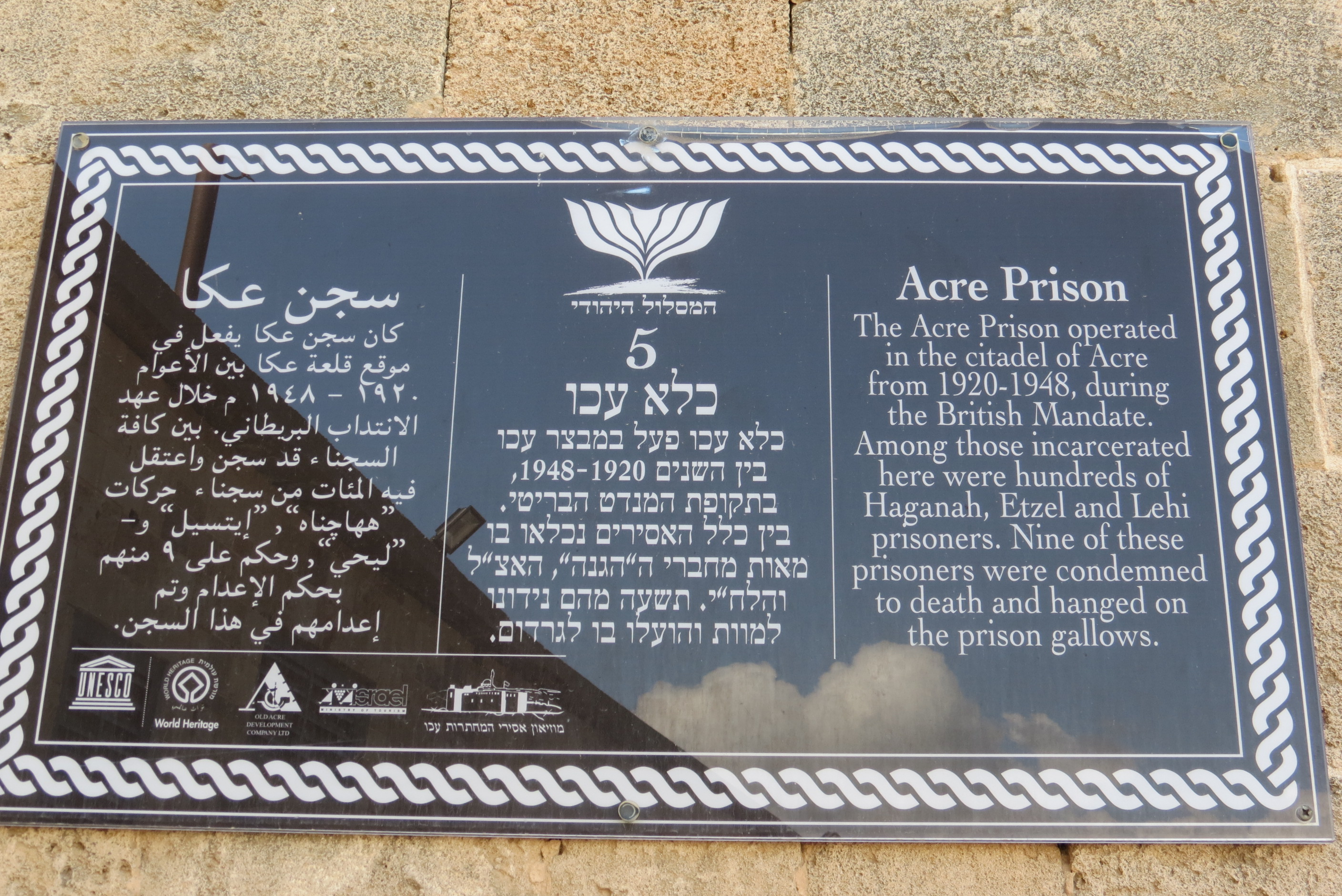
Tafel zur Erinnerung ans Gefängnis vorm ehemaligen Eingang

Plan der Altstadt mit Grundrissen von Wällen, Zitadelle (№ 2: Nordmauer des osmanischen Vorhofs, № 3: Säle 1–6, № 4: Hof, № 5: Refektorium), № 20: Dschazzār-Moschee auf Unterbau der Kreuzkathedrale, № 22: Chan al-Ifranǧ und weiteren Bauten

## Lage
Der Oberbau der Zitadelle, worin einst das Gefängnis bestand, liegt in Akkon am nördlichen Rand der heutigen Altstadt direkt an der enger gezogenen osmanischen Stadtmauer, die nur einen Teil der Fläche der einstigen Kreuzfahrerstadt einschließt, und das Werk Ẓāhir al-ʿUmars und des osmanischen Statthalters Ahmad ‹al-Dschazzār› Pascha (1722–1804) ist. An dieser alten Stadtmauer, die hier seit Anlage der Neustadt Montmusard zu Beginn des 13. Jahrhunderts bis zur Zerstörung Akkos 1291 zwischen Neu- und Altstadt verlief, besetzt die Zitadelle von Westen aus gesehen den Mauerabschnitt zwischen dem zweiten und dritten Turm, die osmanisch überbaut erhalten sind. Die Zitadelle besteht oben aus Bauten der osmanischen Zeit und grenzt im Süden an den Rechov Portzej ha-Mivtzar (רְחוֹב פּוֹרְצֵי הַמִּבְצָר ‚Straße der Einbrecher in die Festung‘; شارع اللص في القلعة, DMG Šāriʿ al-Laṣi fī al-Qalʿa).
Die Gassen und Straßen um die Zitadelle liegen heute sieben bis acht Meter über dem mittelalterlichen Straßenniveau,:171 da man im 18. Jahrhundert herabgestürzte Trümmer und Schutt der einst imposanten oberen Etagen der Kreuzfahrerbauten bei Wiedererschließung der Ruinen in den Gassen beließ und sich damit begnügte, mit Sandaufschüttungen ein neues, höheres Straßenniveau zu ebnen. Damit ist dieser Bereich heute die höchste Lage in Akkos Altstadt. Entsprechend nahm man nur auf dieser Höhe Baureste in Nutzung bzw. baute auf erhaltenen Untergeschossen neu, die auf dem neuen Niveau noch herausragten. So setzen die osmanischen Bauteile der Zitadelle direkt auf die erhaltene, seinerzeit verschüttete ehemalige Johanniterkommende auf.

## Geschichte
Akko ist eine alte Stadt am Mittelmeer, wo der Handelsweg Via Maris zwischen Ägypten und Mesopotamien von See- auf Karawanentransport und umgekehrt wechselte. Mehrfach zerstört und aufgebaut und noch öfter von einem Herrn an einen anderen gefallen (Phönikier, Altägypter, Alexander der Große, Römer, Byzantiner, ägyptische Fatimiden, Kreuzfahrer, Mamluken, um nur einige zu nennen) gehörte Akko, wie die gesamte Levante, seit 1516/1517 zum Osmanischen Reich. Auch unter den Osmanen blieb Akko ein Ruinenfeld. Akkos Kirchen und Befestigungen waren auf Befehl seines siegreichen Eroberers Sultan Chalil 1291 durch Emir ʿAlam al-Din Sandschar al-Schudschaʿi al-Mansuri (علم الدين سنجر الشجاعي المنصوري, DMG ʿAlam ad-Dīn Sanǧar aš-Šuǧāʿī al-Manṣūrī) geschleift worden, um christliche Spuren zu tilgen und den Kreuzfahrern – nach einer eventuellen Rückeroberung – eine erneute Nutzung als Stützpunkt unmöglich zu machen. Allerdings blieb von den massiven Bauten der Johanniterkommende einiges erhalten.
Zunächst ließen sich nur wenige autark lebende Menschen, oft arabische Fischer, neu in den Ruinen nieder und richteten sich ein. Im 17. Jahrhundert trieb der florierende Handel in Westeuropa vor allem französische, aber auch niederländische Kaufleute auf der Suche nach Geschäftsgelegenheiten an die Küsten der Levante, wobei erstere gewissen Rechtsschutz durch die Kapitulationen des Osmanischen Reiches genossen und unter Europäern ein Monopol im osmanischen Handel beanspruchten.:94
Europäische Kaufleute steuerten auch den Hafen Akkos an. Im Jahre 1691 wohnten bereits 13 französische Kaufleute in Akko.:96 Die Textilindustrie in Frankreich prosperierte und steigerte ihre Baumwollimporte zwischen 1700 und 1750 um das Zehnfache, und obwohl die Produzenten das Angebot steigerten, wuchs die Nachfrage schneller, weshalb sich der Baumwollpreis in der gleichen Zeit verdoppelte.:104 Auf der Suche nach Baumwolllieferanten reisten Marseiller Kaufleute 1691 schon durchs galiläische Hinterland bis Safed.:97 Die wenigen freien Bauern, vor allem aber die vielen abhängigen bäuerlichen Landpächter staatlichen Miri-Landes im osmanischen Tımar-System erkannten, dass Baumwollproduktion über ihren Eigenbedarf hinaus sich zu steigenden Preisen absetzen ließ.
Wenn Steuerpächter (ملتزم, DMG multazim) über die Dörfer kamen, meist um rigoros die Abgabe auf Miri-Land einzutreiben, konnten die oft illiquiden bäuerlichen Pächter diese nur aus Erlösen bestreiten, die sie aus Schnellverkäufen hektisch und nicht voll gereift geernteter Baumwolle an europäische Kaufleute zu schlechten Preisen erzielten.:99 So fielen Preis, Quantität und Qualität für Produzenten und Kaufleute ungünstig aus, weshalb französische Kaufleute bis 1720 einen Terminmarkt für Baumwolle (später auch für andere Terminwaren wie Olivenöl und Getreide) etablierten, indem sie Produzenten vor der Ernte den abgezinsten Verkaufserlös zahlten, die so bequem ihre Abgaben zahlen konnten, und den vollen Ertrag erst dann lieferten, wenn sie die reife Ernte eingeholt hatten.:99
Die Hohe Pforte verbot 1729 Termingeschäfte mit Agrarprodukten, aber ohne Erfolg.:99 In Vollzug des Verbotes verhafteten die Behörden im Juni 1730 Saʿd al-Zaydānī, ältester Bruder Ẓāhir al-ʿUmars (1690–1775), da er den Verkauf der Ernten dreier Dörfer auf Termin an französische Kaufleute vermittelt hatte, die sich auch erfolgreich für seine Freilassung einsetzten.:100 Ẓāhir al-ʿUmar, selber erfolgreicher Kaufmann im Handel zwischen Galiläa und Damaskus,:119 erkannte eine Chance und vereinbarte 1731 mit dem in Akko niedergelassenen Kaufmann Yūsuf al-Qassīs (يوسف القسيس), seine Waren ins Ausland zu verkaufen.:35 Nach dem Tod seines Vaters übernahm Ẓāhir al-ʿUmar die Aufgabe des Multazims, wobei er kaufmännisch denkend auf regelmäßige kontinuierliche Steuereingänge setzte, statt auf einmalige Höchstbeträge, die die Steuerpflichtigen ruinierten.:33 Sein Konzept schloss auch ein, Landpächter vor Räubern zu schützen.:155
Von Kaufleuten respektiert und bäuerlichen Landpächtern für Rücksicht und Schutz geschätzt, begann Ẓāhir al-ʿUmar mit Verhandlung und militärischem Geschick in Galiläa eine Ordnung aufzubauen, die Schutz vor Raubüberfällen und amtlicher Ausbeutung und Willkür bot, indem er allgemeine Regeln aufstellte und durchsetzte, auf die die Einwohner sich verlassen konnten. Ẓāhir al-ʿUmar erhob sich zum autonomistischen Regionalpotentaten, geflissentlich dem osmanischen Fiskus die geforderten Steuern zahlend und offenen Konflikt mit der wenig präsenten Hohen Pforte meidend, sondern deren Anerkennung suchend.:46

### Verwaltung und Gefängnis für die Region ab 1740

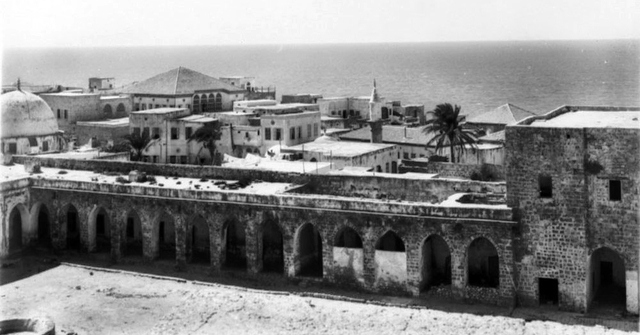
Zitadelle: Blick über den Hof zum Mittelmeer mit Kuppel der Zāwiyat al-Šāḏaliya, um 1914

Ẓāhir al-ʿUmar erkannte Akkos Potential:35 und begann ab den 1740er Jahren den Ausbau der Ruinen Akkos zu seiner befestigten Residenz und Verwaltungszentrale. In Ẓāhir al-ʿUmars Gebiet vor Raub geschützt konnten bäuerliche Produzenten ihre Produktion steigern und behielten nach Steuer und Pacht mehr von ihrem Ertrag für sich übrig als ihresgleichen in Gebieten anderer Herren. Das wieder befestigte Akko war Knotenpunkt zum globalen Handel, Ẓāhir al-ʿUmars Festung und Hauptstadt seines prekären regionalen Herrschaftsgebiets. Die bei Sicherheit vor Gewalt und unterlassener Willkür wachsende Produktion im primären Sektor, schließlich weiter verstärkt durch Förderung der Arbeitsmigration,:38seqq. erforderte und erlaubte durch wachsende Steuereinnahmen auch mehr Beschäftigte im verarbeitenden sekundären und Dienste (Handel, Verkehr, Verwaltung, Planung, Ordnungskräfte und Sicherheitsorgane) erbringenden tertiären Wirtschaftssektor,:117 womit die Zahl der Akkoner von 400 um 1730 binnen weniger Jahre auf 15'000 und dann 25'000 um 1770 anstieg.:16
Im September 1746 erzwang Ẓāhir al-ʿUmar ein Monopol als einziger Mittelsmann im Baumwollhandel zwischen einheimischen Verkäufern und europäischen, vor allem französischen Käufern, um als Regionalpotentat eine Monopolrente fiskalisch abzuschöpfen.:102 Den nördlichen Teil der Kommende (französisch Grand Manoir ‚Großes Herrenhaus‘, ehemals Ordensverwaltung sowie Hospiz für Johanniterritter und Pilger) übernahm er und errichtete ab den 1750er Jahren auf den erhaltenen unteren Geschossen die Zitadelle,:27 die Räume für Repräsentationszwecke und Verwaltung, Wohnräume, Unterkünfte für Soldaten, Lager und Werkstätten für Waffen, eine Schatzkammer und Zellen für Gefangene bot.

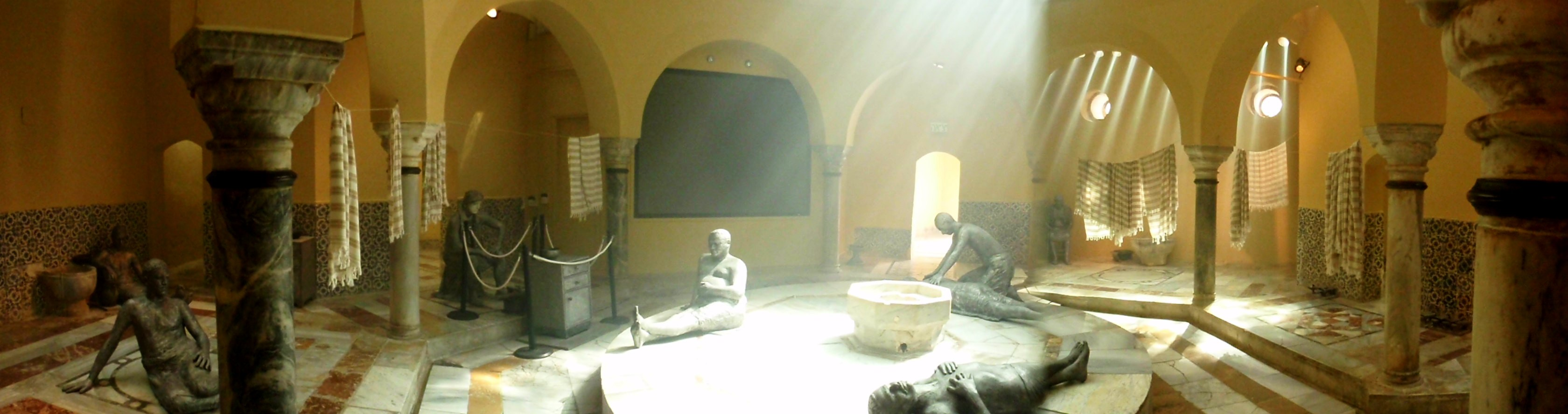
Türkischer Ḥammām des Paschas: Säulen und andere Spolien, 2010

Die Neu-Akkoner wanderten von Aleppo, Damaskus, griechischen Inseln, Malta oder Nazareth zu.:22 In und auf Ruinen der Kreuzfahrerstadt errichteten diese überwiegend christlichen Neu-Akkoner im 18. Jahrhundert eine neue Stadt. Brauchbare Teile aus der Ruine der prächtigen Johanniterkirche wurden zum Teil 1785 als Spolien im Türkischen Hammam verbaut.
Nach gescheiterten Versuchen, den aus eigenem Willen und Können aufgestiegenen, unabhängigen Ẓāhir al-ʿUmar abzusetzen, fügte sich die Hohe Pforte 1768 schließlich ins Unvermeidliche und verlieh ihm den neu geschaffenen, seinen aus eigener Kraft errungenen Machtbereich spiegelnden Rang eines ‹Scheichs von Akko und ganz Galiläa›.:36 Ẓāhir al-ʿUmar, der einem beim osmanischen Sultan Abdülhamid I. in Ungnade gefallenen Freund beistand, war 1771 so selbst Ziel osmanischer Intervention geworden, die 1775 mit seiner Erschießung auf der Flucht endete.:44seqq. Als neuen Scheich ernannte die Hohe Pforte Ahmad ‹al-Dschazzār› Pascha ab 1777 mit Titel eines Wālī von Sidon,:111 als der er 1779 aber seinen Sitz in Akko nahm.:180
Ahmad ‹al-Dschazzār› Pascha, dem Gewalttätigkeit den Beinamen ‹der Schlächter› (‹al-Dschazzār›) eingetragen hatte,:50 fehlten wirtschaftlicher Sachverstand, freundschaftliche und als Bosniake familiäre Beziehungen in seinem Machtbereich sowie die Fähigkeit, seiner Macht widerstreitende lokale und regionale Potentaten durch Zugeständnisse und Abkommen für sich zu gewinnen.:121seqq. Stattdessen setzte er auf Gewalt, um angebliche und tatsächliche Gegner zu beseitigen und potentielle Widersacher abzuschrecken.:74 Daher unterhielt Dschazzār Pascha einen personalstarken Repressionsapparat aus teuren fremden Söldnern ohne Bindungen zu lokaler Bevölkerung.:159 Regelmäßig warf Dschazzār Pascha einzelne seiner führenden Beamten ins Gefängnis, um ihnen ihre Vermögen abzupressen.:163

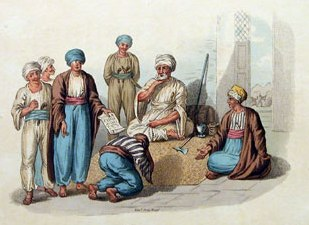
Ahmad ‹al-Dschazzār› Pascha (sitzend) verurteilt einen knienden Mann, daneben Ḥāyīm Farḥī (mit Akte in der Hand), 1819

Ahmad al-Dschazzār gewann den Damaszener Kaufmann Ḥāyīm Farḥī ‹al-Muʿallim› (حاييم فرحي; 1760–1820) für seine Verwaltung als Finanzwesir, wobei er als jüdischer Ḏimmi völlig vom guten Willen al-Dschazzārs abhängig war.:161 Als Vertreter des Paschas, der nach Mekka pilgerte, wurde Farḥī 1794 Zielscheibe von dessen Gegnern, die Farḥī in der Zitadelle gefangen setzten, wo sie ihm ein Auge, Nase und eine Ohrmuschel verstümmelten, bevor der Pascha ihn rettete.:161 Kurz vor al-Dschazzārs Tod, womit seine Amtszeit endete, kam Farḥī ein weiteres Mal in Haft, bevor al-Dschazzār in rehabilitierte.:162
Steigende Ausgaben erforderten höhere Steuerforderungen und -einnahmen, die z. B. ein neues obrigkeitliches Monopol im Getreidehandel einbringen sollte.:121 Dschazzārs Versuch aber, französische Käufer 1790 an Direktkäufen bei Bauern zu hindern, womit sie Exportabgaben umgehen wollten, ließ diese nach Beirut weiterziehen.:114 Nach seinem Haddsch 1791 glaubte Dschazzār prospektive Rebellen an einem Zeichen an der Stirn erkennen zu können, weshalb er die gesamte Belegschaft seines Hafenbetriebs, des staatlichen Bauhofs und der Werkstätten, um die 200 Personen, antreten ließ.:175 All jene, auf deren Stirn er glaubte, besagtes Zeichen zu erkennen, ließ er zunächst einsperren und tags darauf außerhalb der Stadt ermorden.:175
Dschazzār Paschas Nachfolger, sein Adoptivsohn Süleyman Pascha ‹al-ʿĀdil› (Amtszeit 1805–1819), ließ die Zitadelle 1817/1818 aufwändig renovieren. Süleyman Pascha und sein Sohn und Nachfolger, ʿAbdullah Pascha ibn ʿAlī (Amtszeiten 1820–1822 und wieder 1823–1832), waren die letzten Wālīs von Sidon, die von Akko aus amtierten. Abdullah Pascha ließ den bewährten Farḥī 1820 strangulieren, der ihm bei der Hohen Pforte für ein Bakschisch über 11 Millionen Piaster die Ernennung zum Wālī gekauft hatte, denn der Pascha fürchtete, Farḥī, der tatsächlich aber als arabischer Jude ganz auf seine Gunst angewiesen war, könne nicht nur seine Ernennung, sondern eben auch Absetzung erwirken.:88

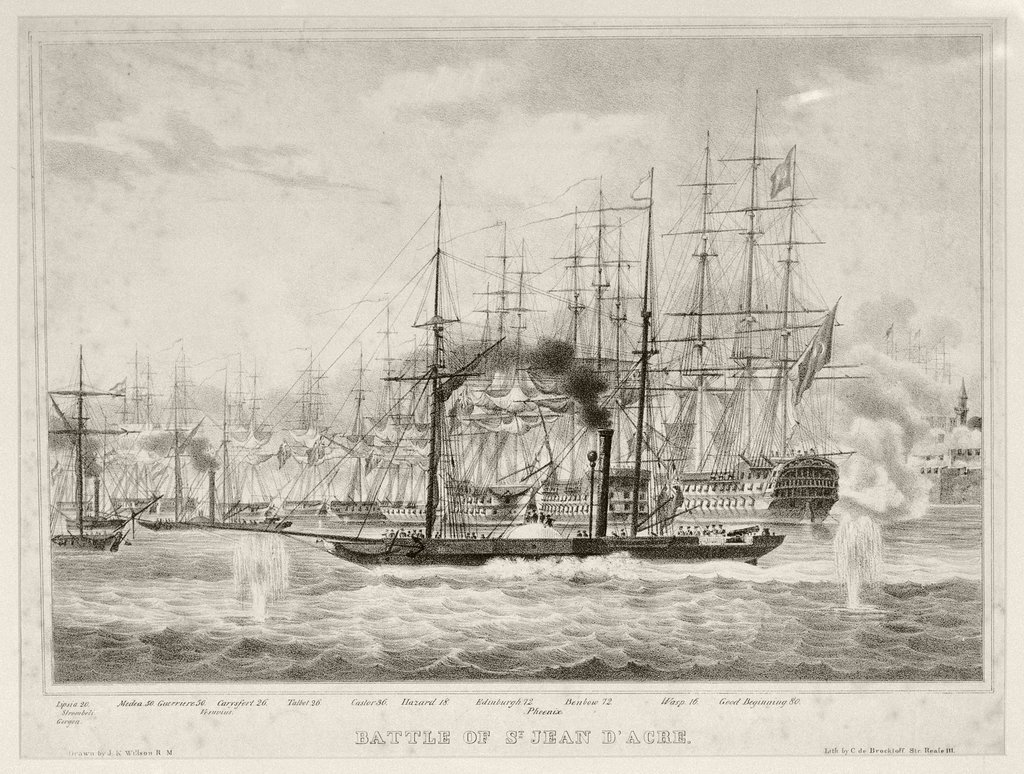
Beschuss Akkos durch britische, osmanische und österreichische (li.) Schiffe, 1840 von Charles de Brocktorff

Die Zahl der Bauern sank zunächst durch die Beulenpest 1786, später durch Flucht vor Repressalien oder Steuerexekution.:113 Akkoner und Galiläer wanderten ab und mehr und mehr Agrarflächen lagen brach.:121 Ägyptischer Beschuss durch Ibrahim Pascha (1831) und die britische Marine (1840, Orientkrise) sowie das Erdbeben 1837 trugen das Ihre zu Akkos Niedergang bei.:27 Unter Ibrahim Paschas ägyptischer Besatzung (1832–1840) diente die Zitadelle als Militärlazarett.
Am 3. November 1840 nahm Erzherzog Friedrich von Österreich auf der Zitadelle den Turm Burǧ al-Chazna ein und hisste die Flaggen der Alliierten Osmanisches Reich, Kaisertum Österreich sowie Großbritannien und Irland. Das ägyptische Munitionsdepot in der Zitadelle ging unter alliiertem Beschuss in die Luft, woraufhin die Ägypter geschlagen abzogen. Die Ära der Zitadelle als Bollwerk der Landesverteidigung war vorüber. Gegenüber den akkonischen Potentaten erwiesen sich osmanische Statthalter in Beirut als sachverständiger und der Levantehandel verlagerte sich dorthin. Während Beirut zum ‹Paris des Orients› aufstieg, sank Akkos Einwohnerzahl zwischen 1820 und 1840 auf 2'000 ab.:24

### Gefängnis in spätosmanischer Zeit
Die Osmanen ließen die beschädigte Zitadelle erneuern und errichteten im Westen und Süden des Innenhofs die Kışla (Baracke, قشلة) genannte Kaserne, die Ende der 1840er oder 1850er Jahre fertig gestellt war. So diente die Zitadelle wieder als Posten bewaffneter Organe und auch Zellen für Gefangene blieben. Der Innenhof der Zitadelle diente in osmanischer, britischer und anfangs auch israelischer Zeit dem Hofgang der Häftlinge.

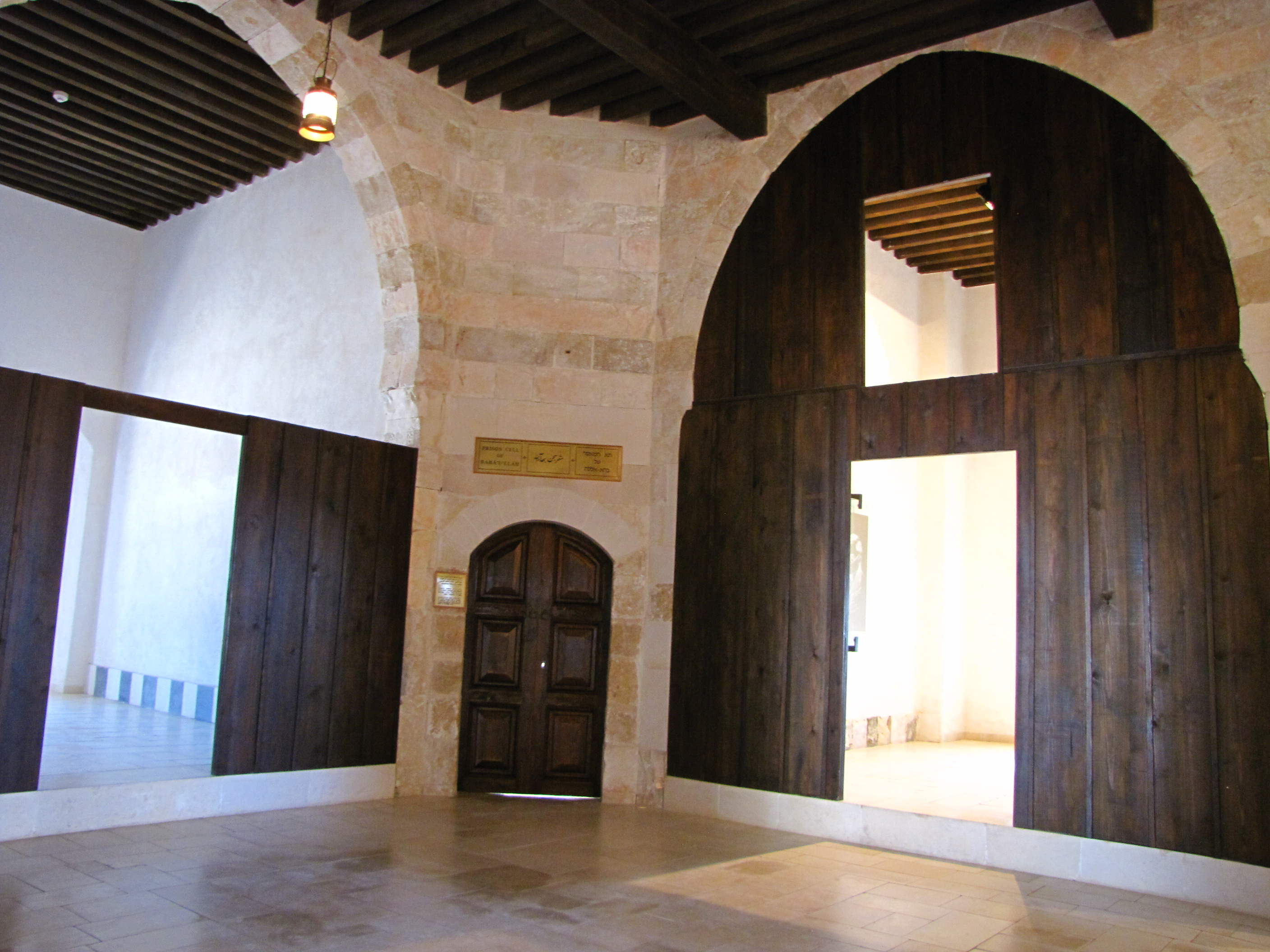
Nordwestturm: Tür zu Bahāʾullāhs Zelle unter Gedenktafel in Messing, 2009

Im Jahre 1859 wurden 40 Befehlshaber einer Rebellenarmee im Range von Ağas eingekerkert. Der Forschungsreisende Victor Guérin konnte 1863 das Gefängnis in der Zitadelle besuchen und berichtete von Überbelegung und Folter Gefangener. Bekannteste Gefangene im letzten Drittel des 19. Jahrhunderts waren der Iraner Bahāʾullāh (1817–1892), Begründer des Bahāʾītums, der auf Geheiß der Hohen Pforte hier von August 1868 bis Oktober 1870 einsaß, und bis zu 70 Personen an Vertrauten und Angehörigen seiner Familie, die phasenweise gemeinsam mit ihm einsaßen. Die meisten Mitgefangenen erkrankten, drei starben, da sie schlecht ernährt, höchst unhygienisch und ohne ärztliche Versorgung gefangen gehalten wurden. Bahāʾullāh saß in einer Zelle mit Seeblick im 1797 aufgestockten Nordwestturm der Zitadelle ein.

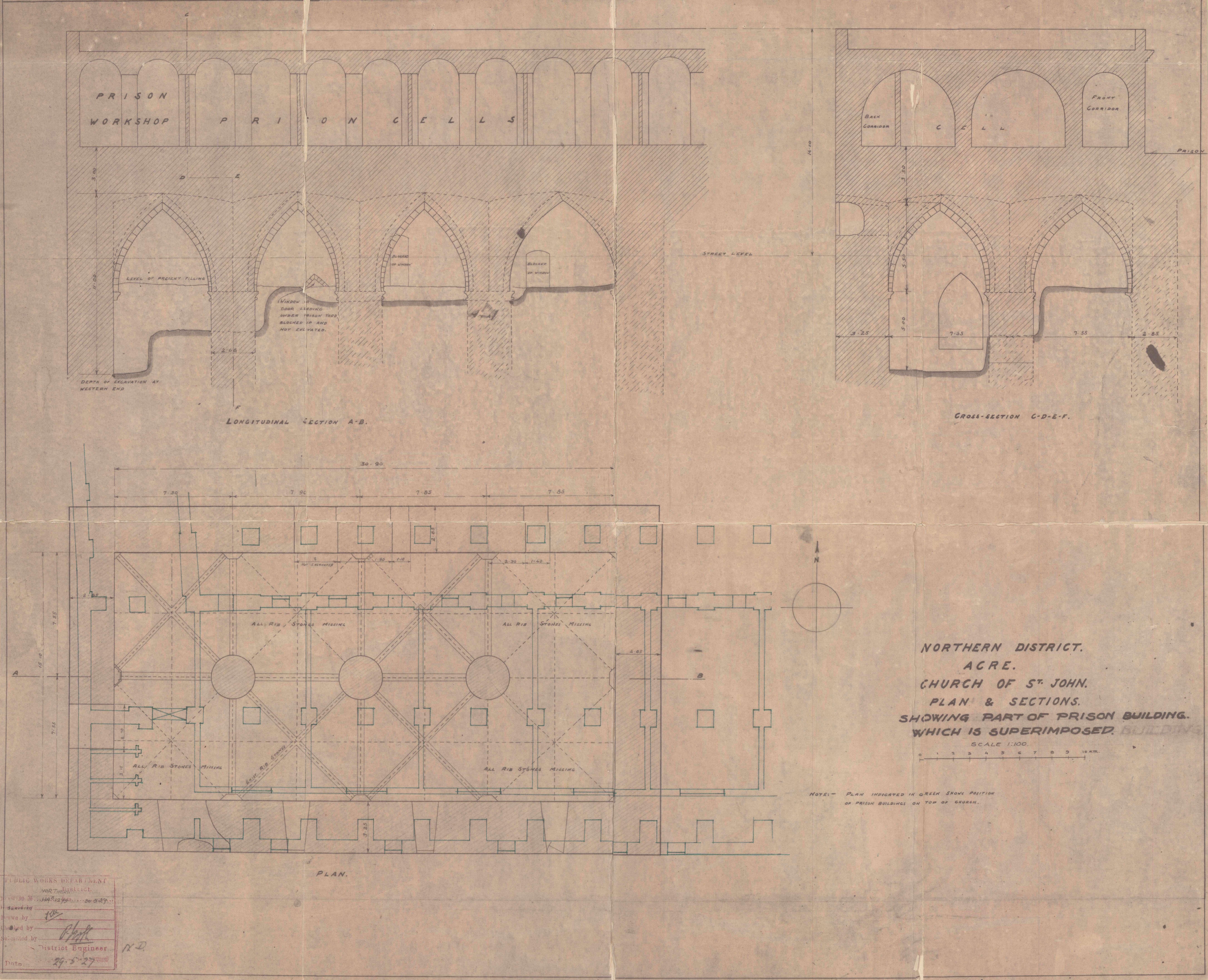
Central Prison: Aufrisse des Südflügels auf dem Refektorium (galt damals als Kirche) sowie Grundriss von Refektorium (in schwarz) unter Gefängniszellen (grün), 1927

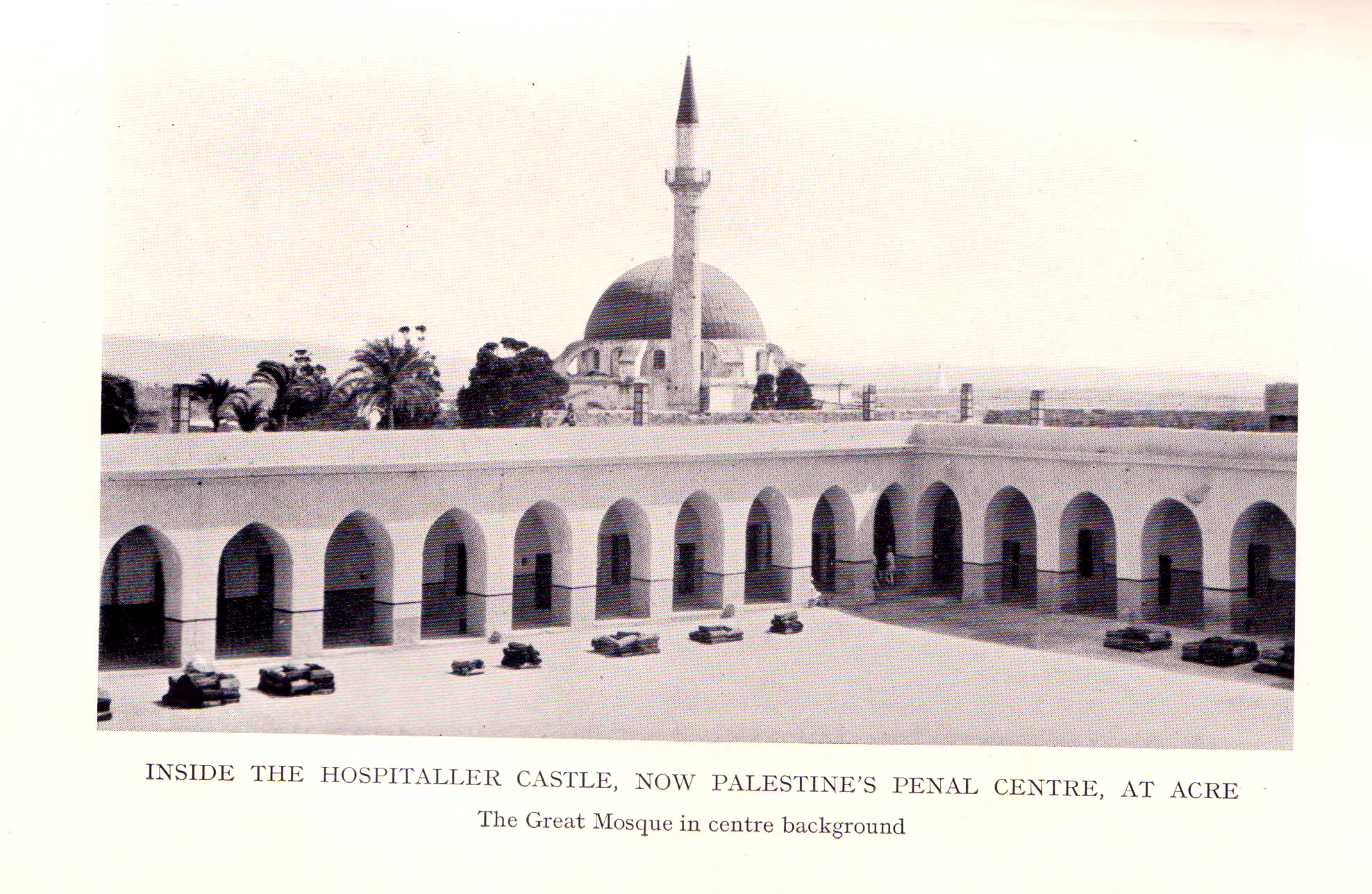
Hof der Zitadelle als britisches Gefängnis 1938, vor Dschazzar-Pascha-Moschee

Als die Osmanische Armee 1870 ihre Einheiten in Akko verstärkte, belegte sie die komplette Zitadelle und die Gefangenen wurden für diese Zeit verlegt. Der bulgarische Freiheitskämpfer Stojan Saimow (1853–1932) wurde 1876 wegen Aufstands zum Tode verurteilt und dann zu Festungshaft in Akko begnadigt, aber 1878 entlassen. Der Ingenieur Gottlieb Schumacher bekam Ende 1884 das Gefängnis in der Kışla für sein Gutachten zum Bauzustand und seine Verbesserungsvorschläge zu sehen, wobei er die Zustände unerträglich fand. Der armenische Aktivist Harutiun Jangülian (1855–1915), der wegen Aufruhrs mit Todesfolge und Geiselnahme des armenischen Patriarchen zum Tode verurteilt worden war, wurde zu Festungshaft begnadigt, die er von 1890 bis 1896 im Gefängnis Akko absaß. Die Jungtürkische Revolution 1908 brachte den letzten gefangenen Bahāʾī in Akko die Freiheit. Im Jahr 1912 inhaftierten die osmanischen Behörden Chaim Sturmann (חַיִּים שְׁטוּרְמַן; 1892–1938) und Zvi Nissanow (Нисанов, צְבִי נִיסָנוֹב; 1881–1966), Mitglieder der Organisation ha-Schomer, in der Zitadelle, nachdem beide den durch eine Bande auf der Landstraße nahe Sarona 1911 verübten Mord an Jechesqʾel Nissanow (יְחֶזְקֵאל נִיסָנוֹב; 1886–1911; Bruder Zvi Nissanows) hatten rächen wollen.

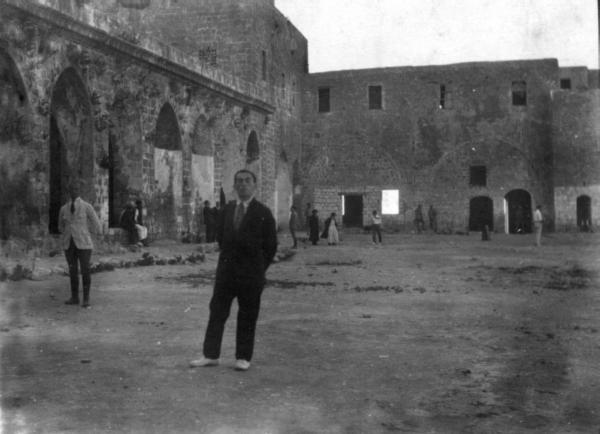
Zitadelle: Jabotinsky als Häftling im Hof vor Burǧ al-Chazna, 1920

### Gefängnis in britischer und israelischer Zeit
Die britische Mandatsmacht richtete die gesamte Zitadelle als Central Prison of Acre (arabisch سجن عَکّا المركزي, DMG Siǧn ʿAkkā al-Markazī; hebräisch בֵּית סוֹהַר מֶרְכָּזִי עַכּוֹ Bejt Sōhar Merkasī ʿAkkō) her. Dieses Gefängnis war die zentrale Haftanstalt Mandatspalästinas, wo außer der Mehrzahl an unpolitischen Kriminellen auch solche einsaßen, die für ihre Verbrechen politische Motive beanspruchten, und je nach Standpunkt als Terroristen bzw. Freiheitskämpfer angesehen werden, sowie solche, die die Ermittlungsbehörden für Gegner der britischen Mandatsmacht hielten. Auf manche Häftlinge trafen mehrere Kriterien zu.

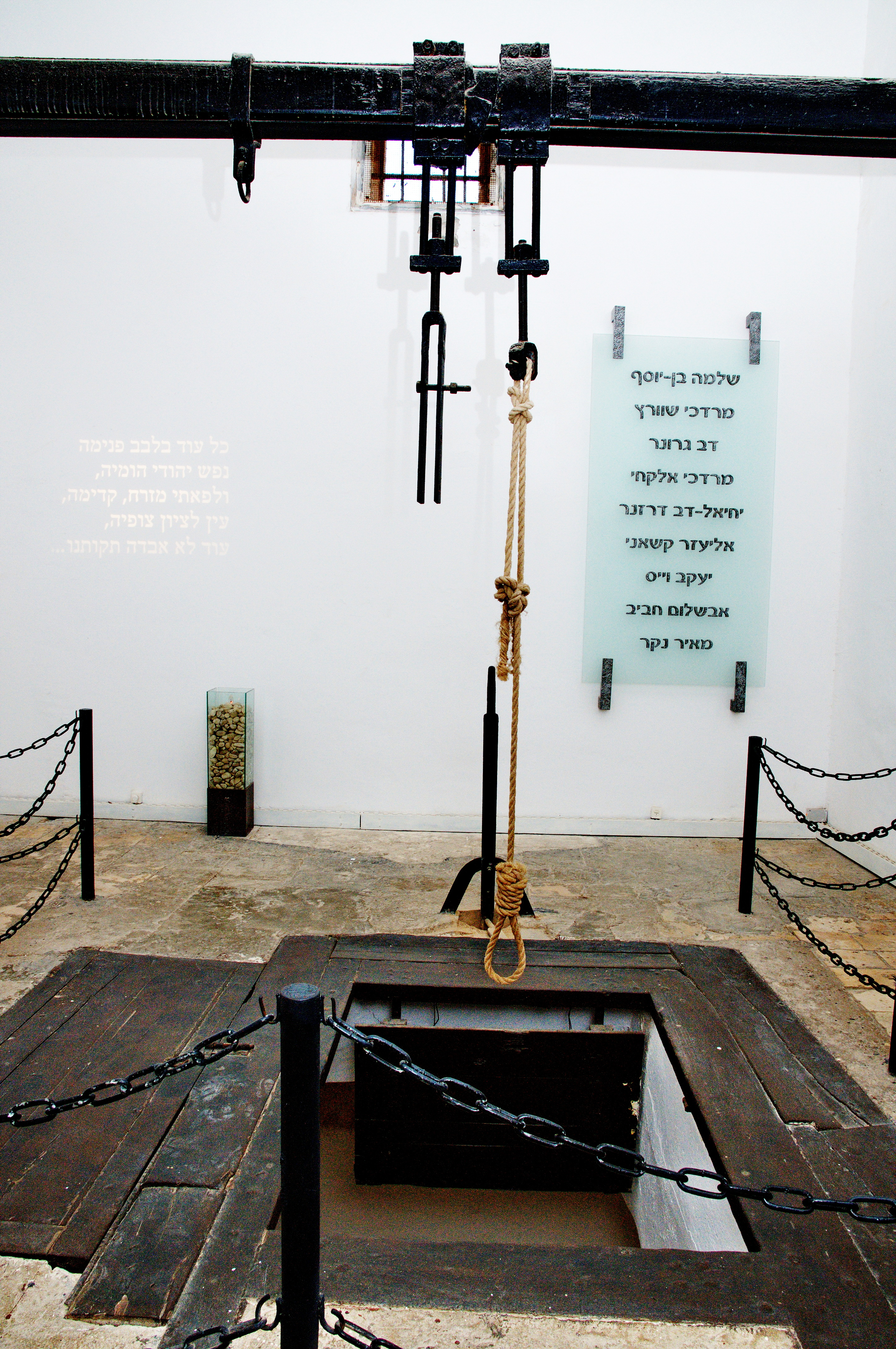
Nordwestturm: Ehemaliger Galgen, 2013

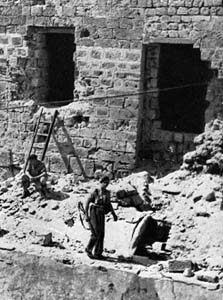
Loch in der Zitadellenmauer, das die Irgun 1947 sprengte

Im Nordflügel befanden sich Krankentrakt und Räume für Verwaltung, Verhöre und Strafverfahren im ersten Stock, und unten waren Richtstätte und Todeszellen. Im östlich anliegenden Burǧ al-Chazna im Nordosteck der Zitadelle lagen Werkstätten, wo Gefangene arbeiteten. In Ostflügel und der südlichen Kışla fanden sich die Zellen für jüdische bzw. arabische Häftlinge, in der westlichen Kışla Versorgungseinrichtungen und im Nordwestturm, heute Jabotinsky-Flügel genannt, der Bereich mit den ältesten Zellen.
Erste Gefangene in britischer Zeit in diesen älteren Gefängniszellen waren Wladimir Seʾev Jabotinsky, der Befehlshaber der jüdischen Selbstverteidigung (מָגִנֵּי הָעִיר יְרוּשָׁלַיִם Maginnej ha-ʿĪr Jerūschalajim) in Jerusalems Altstadt gegen arabische Gewalttäter der Nabi-Mussa-Unruhen 1920, und 19 seiner Mitstreiter. Seit den 1930er Jahren galt die Zelle Bahāʾullāhs im Nordwestturm den Baháʾi als Heilige Stätte ihrer Religion, war aber als Teil des Gefängnisses öffentlich nicht zugänglich. Zwischen 1935 und 1940 leitete Assistant Superintendent Robert Lewkenor Worsley (1893–1973) im Dienst der palästinensischen Polizei das Gefängnis. Wegen wiederholter Hetze und Aufwiegelung in der Zeitung ha-Jarden gegen die britische Mandatsmacht und Sozialdemokraten wurde Abba Achimeʾir 1937 zu drei Monaten Gefängnis verurteilt, die er in Akko absaß. Als Klempner getarnt begab sich Jisraʾel Galili, seinerzeit Mitglied der Hagannah-Leitung, 1939 ins Gefängnis und brachte gemäß Beschluss der Leitung dort einsitzende Hagannah-Mitstreiter von der Idee ab, einen Ausbruch zu versuchen. Haftstrafen in Akko verbüßten zwischen 1939 und 1941 43 führende Mitglieder der Hagannah, darunter Mosche Dajan und Mosche Karmel, die bei Kommandeurskursen in Jabneʾel verhaftet worden waren, zehn Hagannah-Mitglieder aus Ginnossar sowie 38 führende Irgunisten, die der Polizei bei Kampfschulungen in Mischmar ha-Jarden ins Netz gingen.
In der Richtstätte, die im Gefängnismuseum zu sehen ist, wurden Verurteilte gehenkt, darunter 30 arabische nichtjüdische Palästinenser, die bei den arabischen Unruhen 1929 (u. a. in Hebron und in Safed) oder dem Arabischen Aufstand (1936–1939) tödliche Gewaltakte gegen jüdische Palästinenser und Vertreter der britischen Mandatsmacht einerseits und andererseits neun jüdische Palästinenser arabischer, kaukasischer, europäischer und persischer Abkunft, die für Irgun und Lechi Gewaltakte gegen arabische nichtjüdische Palästinenser und die britische Obrigkeit verübt hatten (so genannte ʿŌlej ha-Gardōm). Im Juni 1937 verhängte die britische Mandatsregierung die Todesstrafe für unerlaubten Waffenbesitz, der vor allem bei nichtjüdischen Palästinensern verbreitet war; entsprechend war ein Gros der 112 Gehenkten im Central Prison wegen unerlaubten Waffenbesitzes zum Tode verurteilt worden.
Gehenkt wurden im Gefängnis unter anderen die zum Tode Verurteilten ʿAta Ahmad Al-Sir (عطا أحمد الزير; 1895–1930), Muhammad Chalil Dschamdschum (محمد خليل جمجوم; 1902–1930), Fuʾad Hassan Hidschasi (فؤاد حسن حجازي; 1904–1930), Schlomoh Ben-Josef (שְׁלֹמֹה בֵּן-יוֹסֵף; 1913–1938), Mordechai Schwarcz (מֹרְדְּכַי שְׁווַרְץ; 1914–1938), Mordechaī Alqachī (מֹרְדְּכַי אַלְקַחִי; 1925–1947), Jechiel Dresner (יְחִיאֵל דֹּב דְּרֵזְנֶר; 1922–1947), Dov Béla Grüner (דֹּב גְּרוּנֶר Dov Grūner; 1912–1947) und Eliʿeser Kaschani (אֱלִיעֶזֶר קַשׁאָנִי; 1923–1947).

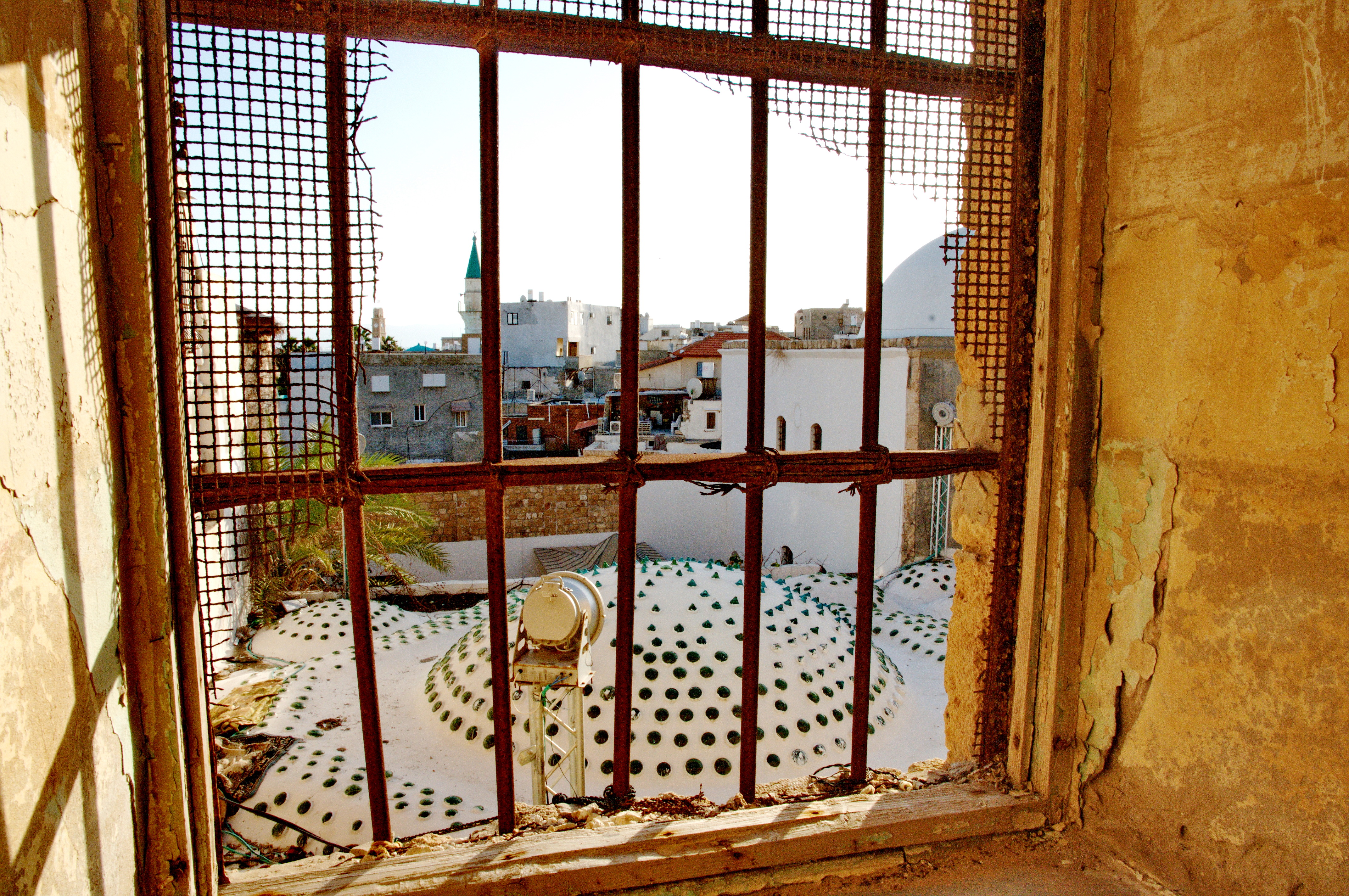
Blick aus dem Südflügel des einstigen Gefängnisses aufs Dach des Türkischen Ḥammāms, 2013

Wenige Wochen nach den letzten dieser Hinrichtungen befreite die Irgun am 4. Mai 1947 gewaltsam Gefangene, wozu sie von der heute in Erinnerung dieses Ereignisses Rechov Portzej ha-Mivtzar (רְחוֹב פּוֹרְצֵי הַמִּבְצָר ‚Straße der Einbrecher in die Festung‘; شارع اللص في القلعة, DMG Šāriʿ al-Laṣi fī al-Qalʿa) genannten Straße vermauerte ehemalige Öffnungen in der südlichen Mauer der Zitadelle aufsprengte. Dazu hatte sich die Gruppe der Befreier unbemerkt über das Dach des Türkischen Ḥammāms gegenüber vom Gefängnis genähert. Dabei wurden 41 Häftlinge befreit, die zum palästinensisch-jüdischen Untergrund gehörten und 214 weitere, vor allem nichtjüdische arabische Gefangene, entkamen. Inhaftierte Anhänger der Hagannah lehnten die gewaltsame Befreiung ab und verblieben im Gefängnis.
In dem Gefecht, das sich außerhalb des Gefängnisses zwischen Einbrechern sowie palästinensischer Polizei und britischen Armeetruppen entwickelte, wurden drei der Eindringlinge und sechs der fliehenden Häftlinge getötet. Dreizehn wurden gefangen, drei von ihnen – Avschalōm Ḥabīb (אַבְשָׁלוֹם חָבִּיבּ; 1926–1947), Meʾīr Naqqar (מֵאִיר נַקָּר; 1926–1947) und Jaʿaqov Imre Weiss (יַעֲקֹב וַייְס; 1924–1947) wurden angeklagt und zum Tode verurteilt. Die Irgun hatte wiederholt britische Angehörige der Sicherheitsorgane entführt und ihre Ermordung angedroht, um Absagen von Hinrichtungen ihrer zum Tode verurteilten Mitglieder oder deren Begnadigungen zu Haftstrafen zu erpressen, und im Falle britischen Beharrens verübt.
Am 12. Juli 1947 hatte die Irgun die britischen Sergeanten Clifford Martin und Mervyn Paice als Geiseln entführt, die zu finden und zu befreien, Briten und Hagannah sich auf die Suche begaben. Ḥabīb, Naqqar und Weiss sollten ohne den üblichen Vorlauf hingerichtet werden, um keine Zeit für eine weitere Entführung zu lassen. Daraufhin weigerte sich Superintendent of Jail (Gefängnisdirektor) G. E. C. Charlton, die Exekution zu leiten, weil durch die kurzfristige Anberaumung des Termins den Todeskandidaten und ihren Angehörigen die ihnen zustehenden Abschiedsbesuche und -briefe verwehrt bleiben mussten.
Major Charlton wurde als Superintendent durch Gefängnisinspektor P. J. Hackett ersetzt, dem Andrew Clowe, Superintendent des Gefängnisses Nablus, als Henker assistierte. Die Hinrichtungen fanden, wie von Hochkommissar Alan Cunningham kurzfristig befohlen, am 29. Juli 1947 am Galgen im Gefängnis Akko statt. Die Irgun ermordete umgehend ihre beiden Geiseln.
Drei Tage nach Jom ha-ʿAtzmaʾut nahm die Carmeli-Brigade unter dem Kommando Mosche Karmels, der bis 1941 selbst im Gefängnis Akko eingesessen hatte, am 17. Mai 1948 die Stadt ein, nachdem die arabischen Verteidiger der Zitadelle sich ergeben hatten. Die israelische Militärpolizei (חָמָ"ץ ChaMa"tZ) nutzte die britische Haftanstalt im oberen Teil der Zitadelle noch bis Ende des Krieges um Israels Unabhängigkeit 1949 als Militärgefängnis (בֵּית הַכֶּלֶא הַצְּבָאִי Bejt ha-Keleʾ ha-Zvaʾī).

### Nachnutzung als Psychiatrie und Museum
Im Jahre 1949 übernahm das israelische Gesundheitssystem die Anlage und wandelte sie in eine Psychiatrische Klinik namens Bejt Chōlīm le-Chōlej Nefesch (בֵּית חוֹלִים לְחוֹלֵי נֶפֶשׁ ‚Krankenhaus für psychisch Kranke‘). Im Juli 1981, nach einer Vereinbarung mit dem Arbeiterkomitee, wurden die 164 stationären Patienten am 24. Juli 1981 in andere Kliniken außerhalb Akkos verlegt. Die ehemalige Zelle Bahāʾullāhs wurde für Bahai-Wallfahrten zugänglich.
Bereits 1963 hatte das Verteidigungsministerium in einem kleinen Bereich um die ehemalige britische Richtstätte im unteren Geschoss des Nordwestturms ein Museum eingerichtet, das dem Gedenken zionistischer Untergrundbewegungen gewidmet ist, deren Andenken Zahal pflegt. Die damalige Bezeichnung war Museum des Heldentums (מוּזֵיְאוֹן הַגְּבוּרָה Mūsejʾōn ha-Gvūrah). Nach Erweiterung um die aufgegebenen Klinikräume und inhaltliche Überarbeitung nimmt die nunmehr Museum der Gefangenen des Untergrunds (מוּזֵיְאוֹן אֲסִירֵי הַמַּחְתָּרוֹת Mūsejʾōn Assīrej ha-Machtarōt; مُتحَف سجناء الحركات السرّيّة, DMG Mutḥaf Suǧanāʾ al-Ḥarakāt al-Sirriyya) genannte Einrichtung seit 1984 sämtliche Räumlichkeiten des osmanischen Oberbaus der Zitadelle ein. Die Ausstellung zeigt die museal hergerichteten Bereiche des Krankentrakts, der Verwaltungsräume im ersten Stock des Nordflügels und im unteren Geschoss Zellen zum Tode Verurteilter. Das Museum gehört zu den Museen und Gedenkstätten in Trägerschaft des Verteidigungsministerium.

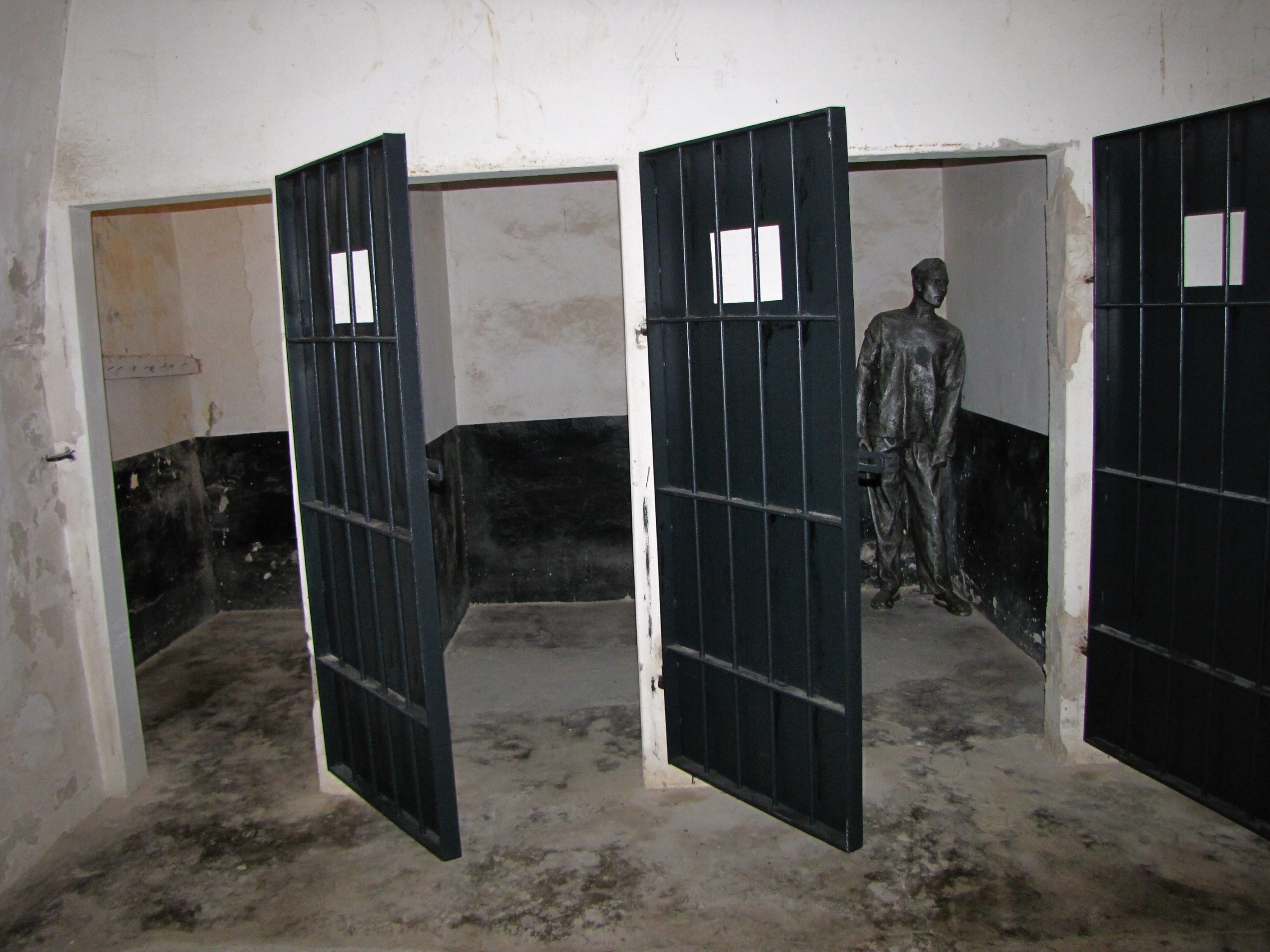
Gefängnis: Todeszellen im Nordflügel, 2009

Im Süd- bzw. Ostflügel der Zitadelle sind Zellen zu sehen, in denen einst nichtjüdische arabische bzw. jüdische arabische und europäische Häftlinge einsaßen, wobei in den Zellen des Ostflügels auch die Geschichte damaliger Untergrundorganisationen wie Hagannah, Irgun und Lechi und ihr Wirken erklärt werden, wie das Bemühen um Einwanderungsmöglichkeiten für Entflohene des europäischen Antisemitismus und für Überlebende der Schoah.

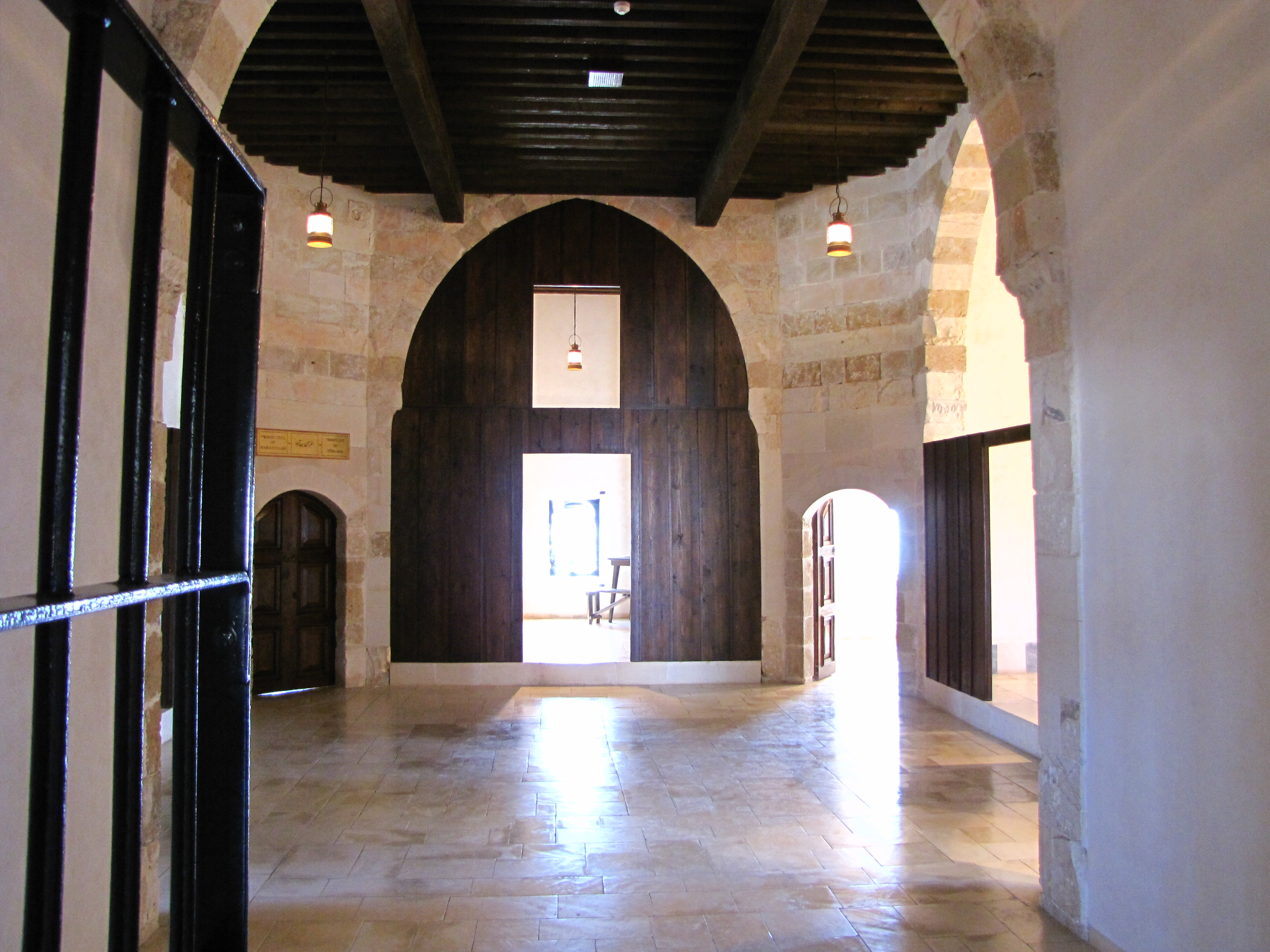
Jabotinsky-Flügel im Nordwestturm mit Holztür zu Bahāʾullāhs Zelle, 2009

Hinweistafeln, restaurierte und nachempfundene Interieurs erinnern an Funktionen der Räume, an tätige und inhaftierte Personen, Untergrundbewegungen, denen diese angehörten, sowie das Geschehen im Gefängnis. Fotografien, Dokumente, Texttafeln und Bildschirme mit Filmsequenzen illustrieren die Inhalte. Arbeitsräume der Gefangenen, wo einst Werkstätten waren, sind unten im Burǧ al-Chazna im Nordosteck zu sehen, im Obergeschoss werden im Vorführraum Filme zu Haftalltag und Ereignissen (z. B. die Gefangenenbefreiung 1947) gezeigt. Der ehemalige Gefängnishof ist bis 1999 durch Freilegung des Kommendenhofs darunter weitgehend verschwunden, aber teilweise auf einem leichten Gerüstbau über der Pfeilerhalle aus Johanniterzeiten darunter rekonstruiert.

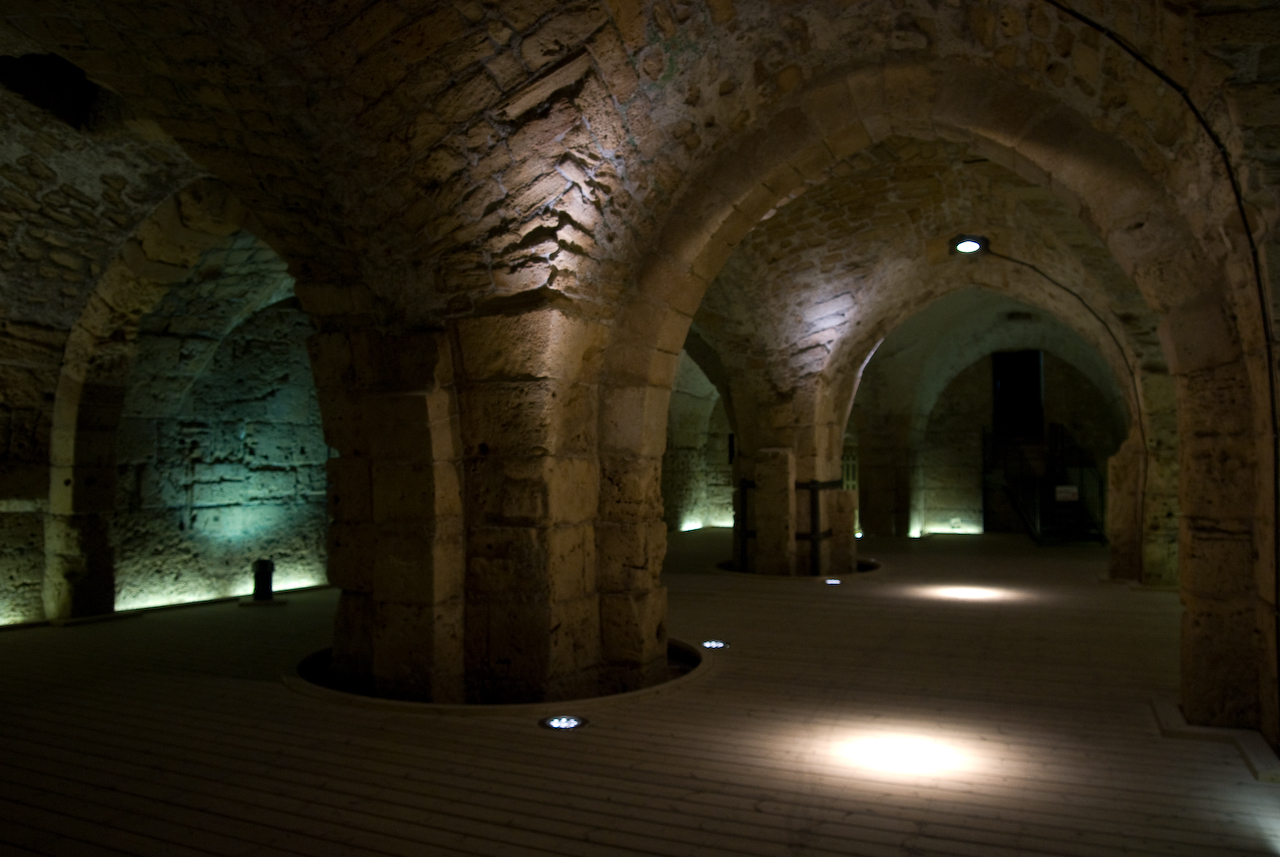
Kommende: Kerker, 2010

Im Jabotinsky-Flügel im Nordwestturm finden sich unten der Galgen und Gedenkräume für Gehenkte und im Obergeschoss desselben Gedenkräume für andere ehemalige Gefangene wie Bahāʾullāh und Wladimir Seʾev Jabotinsky. Seit Ende der 1990er Jahre planten Universales Haus der Gerechtigkeit, Gefängnismuseum und Denkmalpflege das Obergeschoss mit der ehemaligen Zelle Bahāʾullāhs und seiner Mitgefangenen dem baulichen Zustand von 1920 wiederanzunähern.
Die Gedenkräume für Bahāʾullāh und Mitgefangene sind seit Juli 2004 restauriert und wieder offen für Bahaʾi-Wallfahrten. Der ehemalige Kerker der Johanniter, dem Ostflügel des Grand Manoirs östlich vorgelagert, ist nicht Teil des Museums, sondern als Teil der Ritterhallen zu besichtigen.

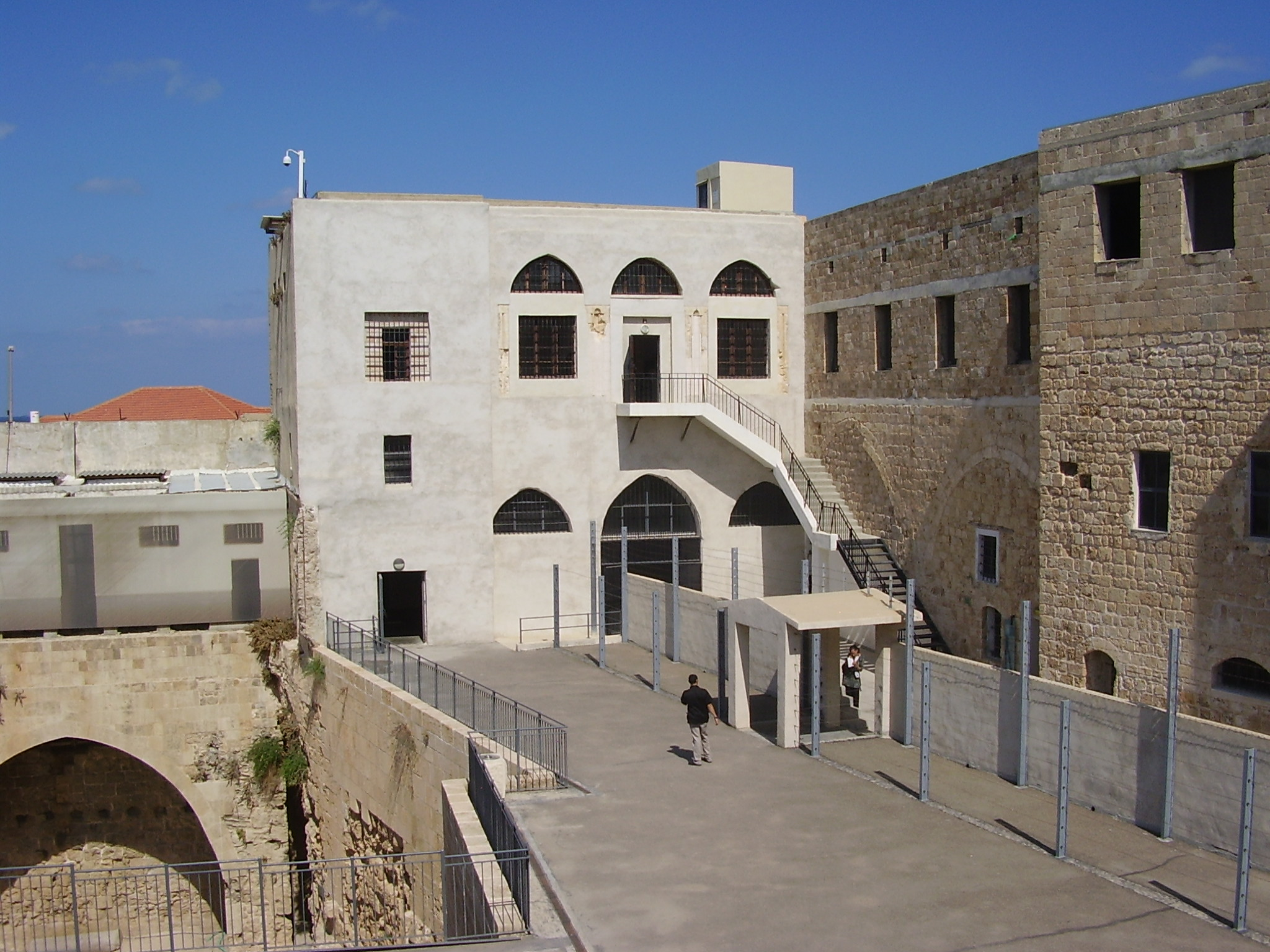
Blick zum Jabotinsky-Flügel (in Weiß), davor Besuchergitter, wo Besucher Häftlinge sprechen durften, links Blick in den Hof der Kommende, 2011

## Baubeschreibung

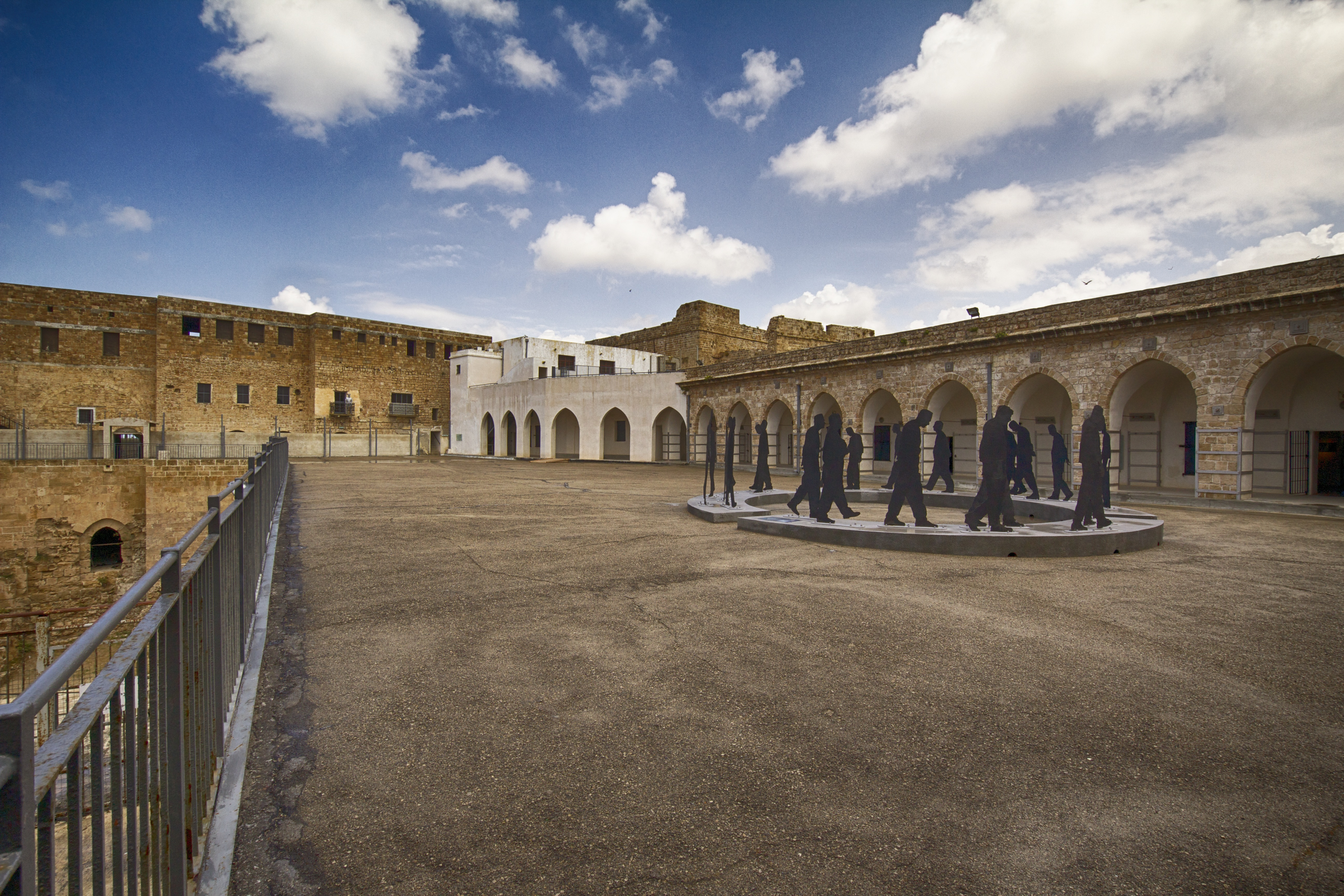
Blick 2013 vom Südflügel über die Höfe von Kommende (unten) und Zitadelle (oben) mit Skulptur ‹Hofgang› zu Nord- und Ostflügel, überragt vom Burǧ al-Chazna

Das Gefängnis nahm die Räumlichkeiten der osmanischen oberen Bauteile der Zitadelle (arabisch قَلْعَة عَکّا, DMG Qalʿat ʿAkkā; hebräisch מְצוּדַת עַכּוֹ, translit. Mətzūdath ʿAkkō) ein, die auf der mittelalterlichen Johanniterkommende aufsetzen. Während die Kommende im 12./13. Jahrhundert entstand, datieren die osmanischen Oberbauten der Zitadelle aus dem 18./19. Jahrhundert. Die Anlage gliedert sich in vier Flügel, die direkt auf dem Kreuzfahrerbau des Grand Manoirs stehen. Von der Nutzung als britisches Zentralgefängnis zeugen Einrichtungen wie Verwaltungstrakt und Zellen in Nord- und Ostflügel und Zellen im Süd- und Versorgungsräume im Westflügel, beide einst als osmanische Kışla erbaut.

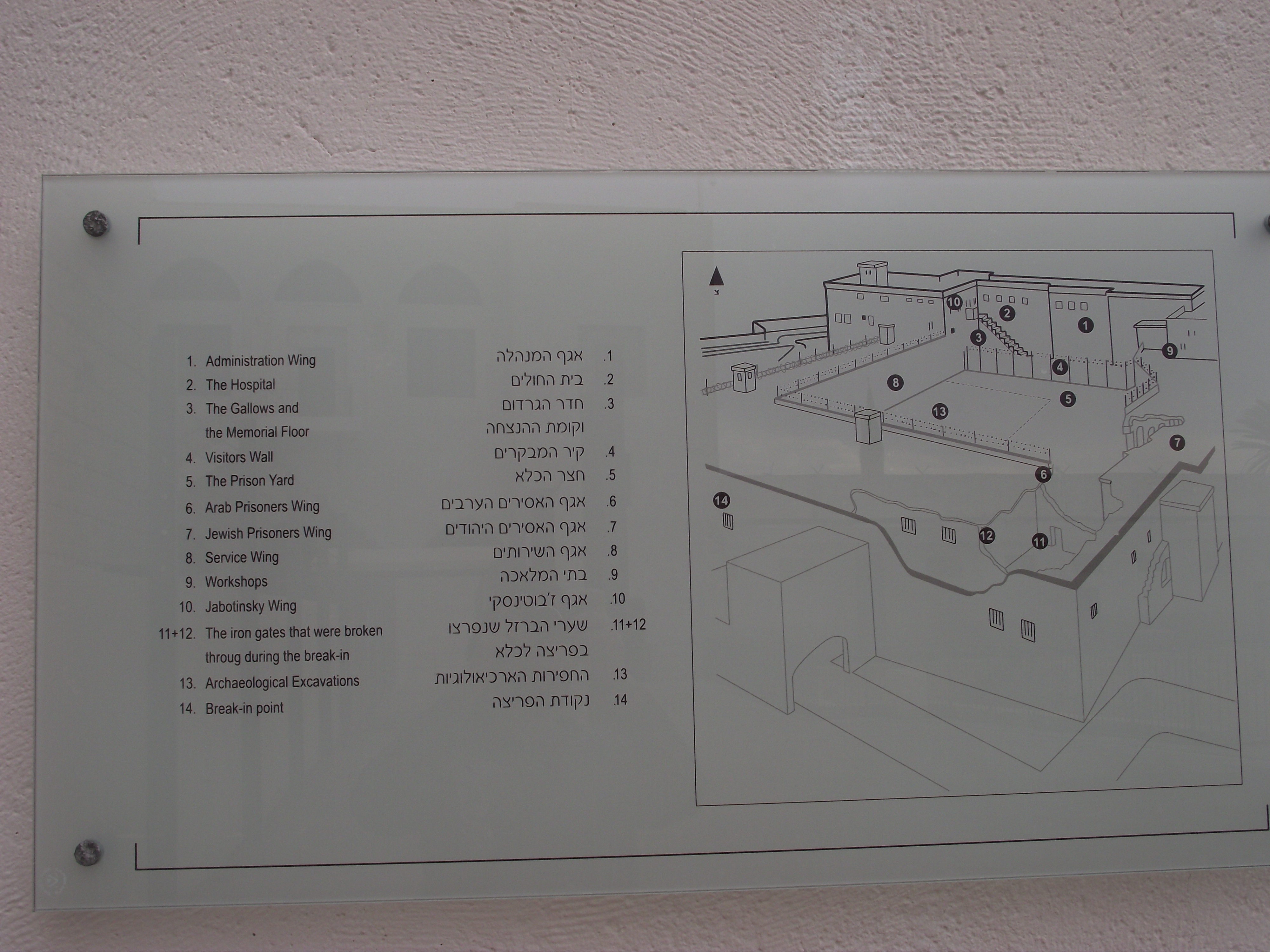
Raumnutzung im britischen Gefängnis, Tafel im Gefängnismuseum, 2010

Der Nordflügel ist zweistöckig und zeigt heute oben Büros, Räume für Verhöre und Strafverfahren (№ 1 im Plan rechts) und den Krankentrakt (№ 2). Im Stock darunter sind Gedenkräume für Gehenkte sowie der Galgen (№ 3), die schon zwischen 1963 und 1984 Museum waren. Anlässlich seiner Erweiterung wurden die Räume, die von 1949 bis 1981 als Nervenheilanstalt gedient hatten, in ihrer Erscheinung zwischen 1981 und 1984 wieder an den Zustand von 1947 angenähert. Im Ost- bzw. Südflügel sind ehemaligen Zellen für jüdische (№ 8) bzw. arabische Häftlinge (№ 7) zu sehen. Im Südflügel (Kışla) wird auch die Stelle der Sprengung in der Südmauer bei der Gefangenenbefreiung am 4. Mai 1947 gezeigt. Ferner zeigt die Kışla im Südflügel auch Relikte aus der Krankenhausnutzung.
Herzstück der Zitadelle ist der Nordostturm Burǧ al-Chazna (arabisch برج الخزنة ‚Schatzkammerturm‘), mit über 40 Meter Höhe Akkos höchster Bau, der den osmanischen Oberbauten die Bezeichnung Zitadelle eintrug. Der Burǧ al-Chazna (№ 9) im Nordosteck der Anlage zeigt in seinen oberen beiden Stockwerken Werkstätten und Arbeitsräume der Gefangenen unten und oben einen Raum für Filmvorführungen. Zur Zitadelle zählt auch ein östlicher Vorhof, der jedoch nicht zum Gefängnismuseum gehört, sondern den Ritterhallen als Eingangsbereich dient.
Der Westflügel (№ 6), Teil der Kışla der einst Versorgungseinrichtungen diente, ist nicht zugänglich, sondern durch eine vorgeblendete Attrappe angedeutet. Der Zitadellenhof (№ 5) wurde bis 1999 bis aufs Deckgewölbe der Pfeilerhalle des Grand Manoirs bzw. den Grund ausgehoben, um diese Halle zu entlasten und den Hof (№ 13) des Grand Manoirs freizulegen. Nur über der Pfeilerhalle im Ostflügel des Grand Manoirs wurde in leichtem Gerüstbau ein Teil des Zitadellenhofes niveaugleich mit den vier Flügeln der osmanischen Oberbauten nachempfunden und mit der Skulptur Hofgang bestückt. Vor dem Nordflügel im Zitadellenhof wurden die Besuchsgitter rekonstruiert (№ 4), das innere, an dem die Häftlinge stehen mussten und getrennt durch einen Gang für Aufsichtspersonal, das äußere, höhere, wo die Besucher standen, um Häftlinge sprechen zu können.

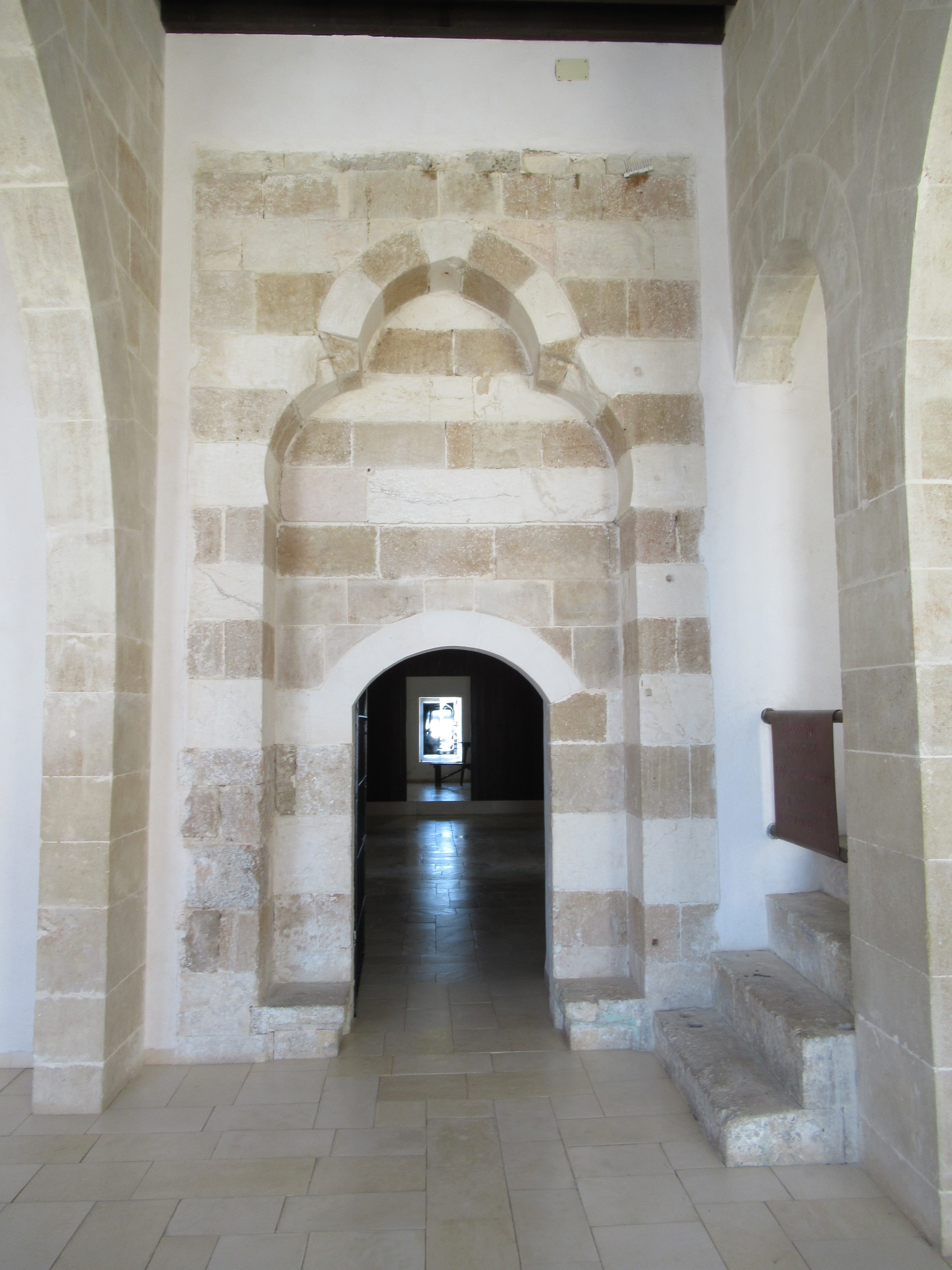
Jabotinsky-Flügel: Portal im Ablaq-Stil

Der Jabotinsky-Flügel im 1797 erbauten Nordwestturm wurde in seiner Erscheinung wieder an den Zustand von 1920 angenähert. Die vom Baháʾí World Center finanzierten Arbeiten begannen im Jahr 2003 und endeten im Juni 2004, anschließend im Juli wurde das Obergeschoss wieder geöffnet. Vom ursprünglichen Dach, das in britischer Zeit komplett ersetzt worden war, fanden sich schließlich im Bayerischen Kriegsarchiv Fotos von 1917, aufgenommen vom 1. Königlich Bayerischen Fliegerbataillon, so dass es bis 2004 in gleicher Form wiederhergestellt werden konnte. Schöne bauliche Details wie Holzdecken und Ablaq-Mauerung (heller und dunkler Stein im Wechsel) verweisen darauf, dass dieser Flügel einst repräsentative Aufgaben als Residenz der Paschas erfüllte.